# 陽電子頭脳
陽電子頭脳（ようでんしずのう、positronic brain）は、アイザック・アシモフのSF作品でロボットシリーズに登場する架空技術の装置である。人間が認識できる意識を不特定な方法で形成する、ロボットの頭脳として機能するコンピュータとして設定されている。陽電子脳（ようでんしのう）、ポジトロン電子頭脳、ポジトロン頭脳、ポジトロン脳など、訳語は多い。
高度なロボットなどの頭脳をイメージさせる形容や表現として、20世紀初頭からSFでは「人工頭脳」や「電子頭脳」(electronic brain) などが用いられる。「陽電子」は1928年に想像されて1932年にそのようなものが観測された素粒子として、アシモフがこのシリーズを書き始めた1940年前後に目立つ存在であった。電子技術が発展した後年でも、陽電子 (positronic) は「電子」に比して「何か違うもの」を想像させる。

## 概要
アシモフの各作品から断片的に得られる技術的詳細は下記の通りである。
- プラチナ・イリジウムのスポンジ状合金にランダムに発生する陽電子を用い、脳としての機能を有する。
- 基本回路設計はロボット工学三原則に準拠しており、その条項によって活動が制限され、人間との関りに重要な役割を果たしている。
- アルファ線やガンマ線などの放射線には人体以上の脆弱性を示す。これは放射線粒子により回路中の陽電子が一掃されてしまう為である。
- 図らずも前述のロボット工学三原則に反する行為をしたり、二律相反のジレンマに陥った際は、機能を停止したり、一部機能に障害が発生する場合がある（言語が不明瞭になったり四肢の動作に支障が出るなど）。
- ハイゼンベルクの不確定性原理により、まったく同じ内容の陽電子頭脳を複数製作する事は不可能である。
- 記憶容量は膨大で、『鋼鉄都市』などに登場するR・ダニール・オリヴォーは、全ての記憶を半永久的に維持して本人は「自分は物を忘れる能力が無い」と語り、一万年間最初の頭脳のままで稼働し続け、その後もさらに複雑な頭脳に交換・再記録する事で全ての記憶・能力を維持し続けた。

## アシモフ作品以外の登場例
- データ少佐 - 『新スタートレック』に登場する陽電子頭脳（ポジトロニック・ブレイン）を備えたアンドロイド
- 『パタリロ!』78巻『帝国への逆襲』-数万年後の未来を舞台にした番外編、パタリロ18433世達が携帯式の陽電子脳を使う。
- 宇宙英雄ペリー・ローダン - アルコン星間帝国を統括するロボット摂政など、「ポジトロン脳」と呼ばれる高度に発達したコンピュータを使用した人工知性体が登場する。名称は類似するが原理的な部分は詳細に描写されていない。

## 注
1. ↑  20世紀後半の、トランジスタや集積回路の発展のために見落とされがちであるが、電話や電波などといった「電気の応用」は19世紀のうちには始まっていて、真空管による「電子の応用」（エレクトロニクス）の発展は20世紀初頭には始まっている。